# Rafael González-Adrio Martínez
Rafael González-Adrio Martínez   (Pontevedra, 6 de novembre de 1934 - Barcelona, 21 de juliol de 2015) va ser un jugador de bàsquet i metge espanyol, establert a Catalunya.
Nascut a Galícia, de ben petit es traslladà amb els seus pares a Barcelona. Estudià medicina a la Universitat de Barcelona, on es llicencià l'any 1963.
De jove practicà el bàsquet. Començà jugant al CE Laietà, on va rebre les primeres lliçons del seu oncle Ángel González-Adrio. El 1953 fitxà pel RCD Espanyol i una temporada més tard ingressà al FC Barcelona, on hi jugà durant dues temporades. De 1956 a 1958 jugà amb el Reial Madrid, amb qui disputà les primeres lligues espanyoles. Tornà a Barcelona per defensar els colors del Picadero JC.
Va ser internacional amb la selecció espanyola en 14 ocasions i guanyà la medalla d'or en els Jocs del Mediterrani de 1955, celebrats a Barcelona. La temporada 1962-1963 jugà la seva darrera temporada al club Sémolas Espona de Terrassa.
Pel que fa a la medicina, s'especialitzà en traumatologia a Stuttgart i Tubingen. Després de cinc anys a Alemanya, retornà a Barcelona l'any 1968 i obtingué una plaça a l'hospital de la Vall d'Hebron. També formà part dels serveis mèdics del FC Barcelona entre 1972 i 1991. Va operar grans jugadors com Cruyff, Maradona o Schuster.